# Église Saint-Martin d'Aujargues
L'église Saint-Martin est une église située à Aujargues dans le département français du Gard en région Occitanie.
L'église est inscrite au titre des monuments historiques depuis le 28 décembre 1984.

## Historique
C'est un édifice de la fin du XVIIe siècle construit entre 1686 et 1689 à Aujargues pour remplacer une ancienne église ruinée par les guerres de Religion. À la révocation de l'édit de Nantes, devant l'afflux massif des nouveaux paroissiens, les églises du diocèse se sont révélées trop petites. Il faudra attendre environ trois années pour que les lieux de culte catholiques soient agrandis ou reconstruits. L'adjudication de l'église Saint-Martin d'Aujargues a eu lieu à Sommières, le 5 avril 1686. C'est le maître maçon nîmois Vidal Bosse qui pour 1000 livres a été chargé de bâtir cet édifice.
Sur le pilier droit de la chapelle de la Vierge, une peinture murale en latin indique que le cœur de Louis de Louet de Nogaret, marquis de Calvisson, a été déposé, à sa demande, dans l'église lors de son décès en 1745. 
L'église d'Aujargues a souffert de fausses informations, sur sa date de construction, sur le fait fantaisiste que c'était l'abbé de Nogaret qui avait fait construire l'église pour racheter la faute de son ancêtre Guillaume qui avait giflé le pape à Anagni, ou même encore sur les noms des architectes diocésains Dardaillon ou Cubizol, alors très productifs mais qui ne sont en fait pour rien dans la construction de cette église.

## Église actuelle

### Extérieur
Elle est entièrement réalisée en pierres de taille tendre d'Aujargues ou de Pondres. Sa composition générale est harmonieuse, sa façade exécutée dans le style classique encore en vogue à la fin du XVIIe siècle. Elle présente des pilastres et bandeaux ainsi qu'une importante modénature. Elle est couronnée à ses extrémités par deux pyramidions cannelés suivis de deux flammes sculptées qui encadrent un clocher sur le pignon central. Il n'y a pas de charpente, la toiture de tuiles rondes repose sur les voutes, ce qui est assez fréquent dans la région. Cette architecture étonnante n'est pas sans rappeler les églises de missions en Amérique latine.

### Le clocher
Il abrite une cloche datant de 1701 de 67 cm de diamètre à la base, réalisée par le fondeur nîmois Dagnac. 
Le 7 décembre 1892, la commune conclut un traité avec Louis Delphin Odobey Cadet, horloger mécanicien à Morez (Jura), afin d'établir une horloge neuve à placer au clocher de l'église. C'est cette horloge, toujours en fonction, qui sonne les heures depuis 1893, date de son installation.

### Intérieur
L'architecte a choisi une voûte sur croisée d'ogives d'une élévation de 10,50 m sous clef. La nef mesure 6 m de large pour une longueur totale, chœur compris, de 18 m. Le chœur de l'église est formé d'un petit transept et d'un chevet à pans coupés, autorisant la présence de trois chapelles abritant chacune un autel. Les baies sont, quant à elles, de taille réduite à arcades en plein cintre, reprenant le discours roman, et abritant des vitraux de la seconde moitié du XIXe siècle dans ce style, dons de paroissiens. On note la présence d'une étonnante tribune sur deux niveaux au-dessus de l'entrée, éclairée par une petite rosace comportant un vitrail où figure une fleur de lys.
Parmi les objets présents dans cette église on remarque deux tableaux : un christ en croix de la fin du XVIIe siècle et une crucifixion avec la Vierge et saint Martin du XVIIIe siècle,.